# Медведиця (Волгоградська область)
Медведиця (рос. Медведица) — село у Жирновському районі Волгоградської області Російської Федерації.
Населення становить 2404  особи. Входить до складу муніципального утворення Медведицьке сільське поселення.

## Історія
Село розташоване у межах українського історичного та культурного регіону Жовтий Клин.
Згідно із законом від 21 лютого 2005 року № 1009-ОД для населеного пункту було встановлено органом місцевого самоврядування Медведицьке сільське поселення.

## Населення
| 1767  | 1773  | 1788  | 1798  | 1816  | 1834  | 1850  |
| ----- | ----- | ----- | ----- | ----- | ----- | ----- |
| 335   | ↗463  | ↗704  | ↗861  | ↗1415 | ↗2552 | ↗3775 |
| 1859  | 1885  | 1897  | 1905  | 1911  | 1920  | 1922  |
| ↗4684 | ↘4682 | ↗5080 | ↗5454 | ↘4592 | ↗4872 | ↗4999 |
| 1926  | 1931  | 1939  | 2010  |       |       |       |
| ↗5139 | ↗5374 | ↗5485 | ↘2404 |       |       |       |